# Ranunculus odessanus
Ranunculus odessanus är en ranunkelväxtart som beskrevs av V. M. Klokov. Ranunculus odessanus ingår i släktet ranunkler, och familjen ranunkelväxter. Inga underarter finns listade i Catalogue of Life.